# MDG Medien-Dienstleistung
Die MDG Medien-Dienstleistung GmbH (HRB 50989 beim AG München) war ein Beratungsunternehmen vor allem für Medienunternehmen und weitere Organisationen im konfessionellen Bereich der römisch-katholischen Kirche in Deutschland. Der Hauptgesellschafter war der VDD Verband der Diözesen Deutschlands, Bonn. Die MDG wurde aus kirchlichen Zuschüssen und Treuhandmitteln in siebenstelliger Höhe finanziert.

## Geschichte
Die MDG wurde 1975 in München gegründet und hatte bis zuletzt dort ihr Büro. Die Finanzierung der MDG durch die deutschen Bistümer endete, nachdem diese entschieden hatten, angesichts zurückgehender Kirchensteuereinnahmen ihre gemeinsame Medienarbeit auf Schwerpunkte zu konzentrieren. Demgemäß beschloss die Gesellschafterversammlung im Juli 2023 die Liquidation zum Jahresende 2023.
Der Aufsichtsrat bestand aus Vertretern des Verbandes der Diözesen Deutschlands (VDD) und einzelner (Erz-)Bistümer. Den Vorsitz im Aufsichtsrat führte in der Regel der Vorsitzende der Publizistischen Kommission der Deutschen Bischofskonferenz, namentlich Georg Moser (1975–1988), Hermann Josef Spital (1989–2000), Friedrich Ostermann (2001–2006) und Gebhard Fürst (2006–2023).

## Arbeitsfelder
Im Auftrag der Deutschen Bischofskonferenz sollte die MDG „die Vielfalt der katholischen Presse sichern“. Wesentliche Arbeitsfelder waren:
- die Beratung der römisch-katholischen Medienunternehmen und -organisationen, nämlich den Kirchenzeitungen bzw. der Bistumspresse,[8] und konfessioneller Buch- und Medienhandlungen,[9] der Verbandspublizistik kirchlicher Verbände usw.
- die Beratung von kirchlichen Medienorganisationen bei der PR-Arbeit
- begleitende Personalentwicklung, in Form von Fortbildungsangeboten, Trainee-Programmen und Beratung bei der Personalsuche

Zudem wirkte die MDG insbesondere an den unregelmäßig durchgeführten Studien zur religiösen Kommunikation in Deutschland mit, namentlich 1993 an der Studie zur Verbreitung des Religiösen Buches, sowie am „Trendmonitor Religiöse Kommunikation“,
Des Weiteren arbeitete die MDG mit Organisationen der katholischen Publizistik zusammen, insbesondere dem Katholischen Medienverband als Interessensverband der meisten katholischen Medienhäuser und der Katholischen Journalistenschule ifp und verteilte im Auftrag der Deutschen Bischofskonferenz entsprechende Zuschüsse.

## Geschäftsführung
Die Geschäftsführer waren:
- Raimund Brehm (1975–1993)[14]
- Heiko Klinge (1993–2005)[15]
- Wilfried Günther (2005–2020)[16]
- Ariadne Klingbeil (2020–2023)[17]